# Leonor Silveira
Leonor Silveira Moreno de Lemos Gomes (Lisboa, 28 de octubre de 1970) es una actriz portuguesa.

## Biografía
Hizo el bachillerato en el liceo francés Charles Lepierre. En 1995 se licenció en Relaciones Internacionales en la Universidad de Lisboa.
Actriz recurrente en la cinematografía de Manoel de Oliveira, hizo su debut junto a Luís Miguel Cintra en Los caníbales (1988), después de lo cual participó sucesivamente en películas como La divina comedia (1991), Viaje al principio del mundo (1997), Fiesta (1996), El convento (1995), Inquietud (1998), La carta (1999), Palabra y utopía (2000), El principio de incertidumbre (2001) o Una película hablada (2003). Serán tal vez El valle de Abraham (1993), adaptación por Agustina Bessa-Luís de Madame Bovary, y Espejo mágico (2006), basada en El alma de los ricos (segunda novela de la trilogía El principio de incertidumbre), también de Agustina Bessa-Luís, sus interpretaciones más significativas. También participó en películas de João Botelho, Joaquim Pinto y Vicente Jorge Silva.
También ha sido jurado de varios festivales internacionales de cine, como el de cortometrajes de Vila do Conde (1997), São Paulo (2000), Marrakech (2005), Deauville (2008), Luanda (2008), Cannes (2009, sección Cortometrajes y Cinéfondation) y San Sebastián (2010).
Fue asesora en el Ministerio de Cultura cuando lo dirigía Manuel María Carrilho (1997-2000). Es vicepresidenta del ICAM (Instituto do Cinema, Audiovisual e Multimédia) desde 2007. El presidente de Portugal, Jorge Sampaio, le concedió la Encomienda de la Orden del Mérito en 1997, y el presidente del Gobierno Regional de Madeira, Alberto João Jardim, el honor al Mérito Artístico en 1995.

## Filmografía

### Cine
- 1988: Los caníbales (Os Canibais) de Manoel de Oliveira: Margarida
- 1990: No, o la vana gloria de mandar ('Non', ou A Vã Glória de Mandar) de Manoel de Oliveira: Tethys
- 1991: La divina comedia (A Divina Comédia) de Manoel de Oliveir: Eva
- 1992: Das Tripas Coração de Joaquim Pinto: Leonor
- 1992: Retrato de Família de Luís Galvão Teles: Amazona
- 1992: No Dia dos Meus Anos de João Botelho : La mujer del piloto
- 1993: El valle de Abraham (Vale Abraão) de Manoel de Oliveira: Ema Cardeano Paiva
- 1994: Três Palmeiras de João Botelho: La mujer en blanco y negro
- 1995: El convento (O Convento) de Manoel de Oliveira: Piedade
- 1996: Party de Manoel de Oliveira: Leonor
- 1997: Viaje al principio del mundo (Viagem ao Princípio do Mundo) de Manoel de Oliveira: Judit
- 1997: Porto Santo de Vicente Jorge Silva: Fanny
- 1998: Inquietud (Inquietude) de Manoel de Oliveira: Susi
- 1999: La carta de Manoel de Oliveira: La monja
- 2000: Palabra y utopía (Palavra e Utopia) de Manoel de Oliveira: La reina Cristina
- 2001: Vuelvo a casa de Manoel de Oliveira: Maria
- 2001: Oporto de mi infancia (Porto da Minha Infância) de Manoel de Oliveira: La mujer fatal
- 2002: El principio de incertidumbre (O Princípio da Incerteza) de Manoel de Oliveira: Vanessa
- 2003: Una película hablada (Um Filme Falado) de Manoel de Oliveira: Rosa Maria
- 2005: Espejo mágico (Espelho Mágico) de Manoel de Oliveira: Alfreda
- 2007: Cristóbal Colón, el enigma (Cristóvão Colombo - O Enigma) de Manoel de Oliveira: La madre
- 2009: Singularidades de una chica rubia (Singularidades de uma Rapariga Loura) de Manoel de Oliveira: La mujer del tren
- 2010: O estranho caso de Angélica de Manoel de Oliveira: Madre de Angélica
- 2012: Gebo et l´ombre de Manoel de Oliveira.
- 2014: O Pesadelo de João, de Francisco Botelho - cortometraje
- 2015: John From, de João Nicolau
- 2018: Raiva, de Sérgio Tréfaut
- 2018: Todos os Mortos, de Marcus Dutra y Caetano Goutardo.

### Televisión
- 2016: Terapia, como Catarina Magalhães
- 2018: Sara, como Francisca Carmo
- 2019: Teorias da Conspiração, como Assunção Albuquerque